# Isabelle le Maréchal
Isabelle le Maréchal, née le 9 octobre 1200 au pays de Galles et morte le 17 janvier 1240, est une importante comtesse anglaise du XIIIe siècle. Elle est successivement comtesse de Gloucester et de Hertford, puis de Cornouailles, en raison de ses mariages avec Gilbert de Clare et Richard de Cornouailles, fils du roi d'Angleterre Jean sans Terre. De sa première union, elle est l'arrière grand-mère du roi d'Écosse Robert Bruce.

## Famille
Née au château de Pembroke, dans le pays de Galles, Isabelle est le septième enfant et la seconde fille de Guillaume le Maréchal, 1er comte de Pembroke, et de son épouse Isabelle de Clare. Elle a quatre sœurs et cinq frères, parmi lesquels figurent les deuxième, troisième, quatrième, cinquième et sixième comtes de Pembroke. Chacun des frères disparaît sans laisser d'héritier mâle légitime, léguant ainsi le titre au prochain frère de la lignée. Son dernier frère Anselme meurt sans héritier, aussi le titre est-il transmis à la famille de Jeanne, la plus jeune sœur d'Isabelle. Quant aux sœurs d'Isabelle, elle épousent respectivement les comtes de Norfolk, de Surrey et de Derby et les barons d'Abergavenny et de Swanscombe.

## Premier mariage
À son 17e anniversaire, Isabelle épouse Gilbert de Clare, 4e comte de Hertford et 5e comte de Gloucester, de vingt ans plus âgé qu'elle, à l'abbaye de Tewkesbury, dans le Gloucestershire. Cette union, particulièrement heureuse malgré la différence d'âge des époux, voit naître six enfants :
- Agnès de Clare, née en 1218
- Amice de Clare (1220-1287), épouse Baudouin de Reviers, 6e comte de Devon
- Richard de Clare (1222-1262), 5e comte d'Hertford et 6e comte de Gloucester
- Isabelle de Clare (1226-1264), épouse Robert de Bruce, 5e lord d'Annandale. Elle est l'aïeule de Robert Ier d'Écosse.
- Guillaume de Clare (1228-1258)
- Gilbert de Clare, né en 1229, prêtre

En 1229, le mari d'Isabelle le Maréchal rejoint une expédition en Bretagne. Hélas, il meurt le 25 octobre 1230, sur le chemin du retour vers Penrose, dans le duché breton. Son corps est rapatrié jusqu'à Tewkesbury, en passant par Plymouth et Cranborne, et est enterré dans l'abbaye.

## Second mariage

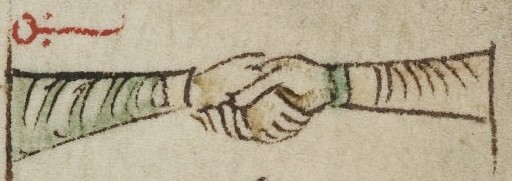
Mariage de Richard de Cornouailles et d'Isabelle le Maréchal.

Veuve à 30 ans à peine, Isabelle a déjà prouvé sa capacité à procréer et, particulièrement, à mettre des fils en bonne santé au monde. En effet, parmi ses six jeunes enfants, trois sont des garçons. Ceci explique, certainement, la demande en mariage de Richard de Cornouailles, qu'Isabelle accepte cinq mois seulement après le décès de son premier mari. Leur union est célébrée le 30 mars 1231 à l'église de Fawley, au grand dam du roi Henri III, frère du comte de Cornouailles et qui avait espéré trouver un meilleur parti pour Richard. Malgré l'infidélité notoire de Richard, les époux s'entendent relativement bien pendant leurs neuf années de mariage. Ils sont les parents de quatre enfants dont trois meurent au berceau :
- Jean de Cornouailles (31 janvier 1232 - 22 septembre 1233), né et mort à Marlow, dans le Buckinghamshire, enterré à l'abbaye de Reading
- Isabelle de Cornouailles (9 septembre 1233 - 10 octobre 1234), née et morte à Marlow, dans le Buckinghamshire, enterré à l'abbaye de Reading
- Henri d'Almayne (2 novembre 1235 - 13 mars 1271), assassiné par ses cousins Guy et Simon de Montfort, enterré à l'abbaye de Hailes
- Nicolas de Cornouailles (17 janvier 1240), meurt peu de temps après sa naissance, enterré à l'abbaye de Beaulieu avec sa mère.

## Mort et sépulture
Isabelle meurt à l'âge de 39 ans d'une insuffisance hépatocellulaire, lors de l'accouchement de son dixième enfant, le 17 janvier 1240, au château de Berkhamsted. En mourant, elle demande à être enterrée auprès de son premier époux à l'abbaye de Tewkesbury mais Richard de Cornouailles préfère l'inhumer à l'abbaye de Beaulieu avec son enfant. Pour honorer sa promesse, il fait néanmoins expédier un coffret en vermeil contenant le cœur d'Isabelle à Tewkesbury.

## Littérature
Isabelle et Richard de Cornouailles apparaissent dans les romans historiques de Virginia Henley, The Marriage Prize et The Dragon and the Jewel.